# Belliqueuse (1865)
Det franske panserskib Belliqueuse blev påbegyndt i 1863 som det første i en serie mindre panserskibe, der var for små til at være panserfregatter, og som derfor blev betegnet panserkorvetter. Skibet var som de fleste af periodens franske panserskibe bygget af træ, med pansring langs vandlinjen. Belliqueuse og de følgende panserkorvetter var primært beregnet til oversøisk tjeneste, som erstatning for de upansrede fregatter og korvetter, der tidligere havde udført denne opgave. Navnet betyder "krigerisk".

## Tjeneste
Skibet hejste kommando i 1866, og forlod i december Frankrig med kurs mod Stillehavet via Kap Horn. Belliqueuse var flagskib for divisionen i Stillehavet, og ankom til Valparaiso i marts 1867, men vendte senere på året tilbage til Frankrig, igen via Kap Horn. Var i 1868-69 igen flagskib i Stillehavet, og returnerede denne gang via det Indiske Ocean, og foretog således en jordomsejling. Skibet gjorde i 1870 tjeneste i Middelhavet ud for Syrien, og var ved Kina og Japan i 1872-74. Belliqueuse udgik af tjeneste i 1886 og blev hugget op tre år senere.

## Eksterne links
Beskrivelse af periodens franske korvetter (på fransk) Arkiveret 16. maj 2012 hos  Wayback Machine